# John Beilein

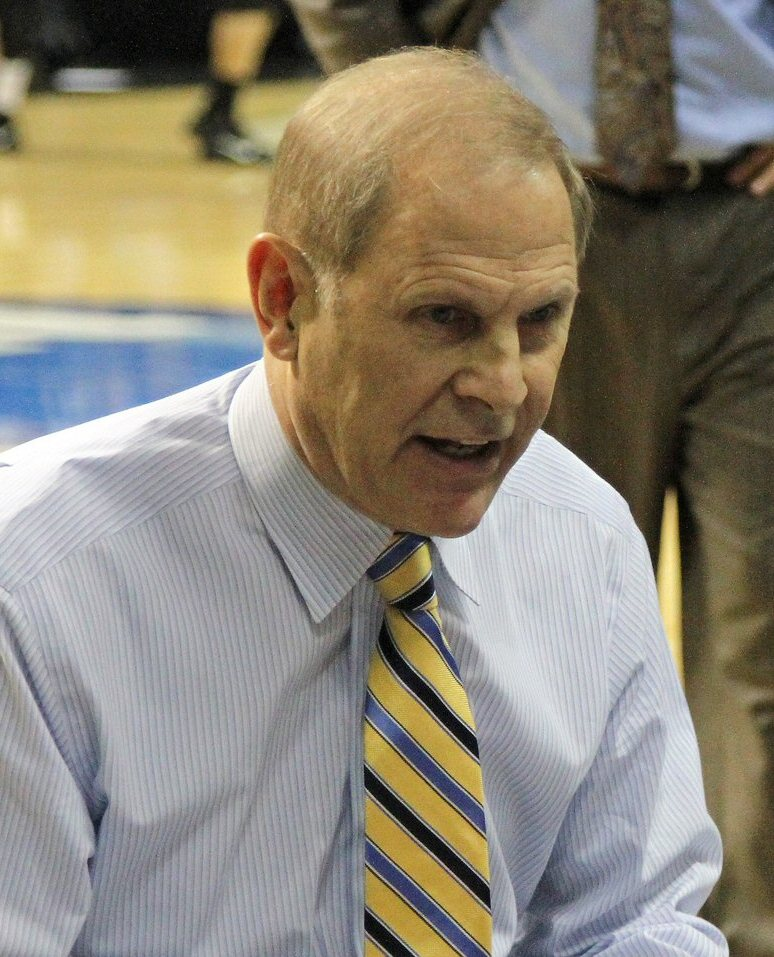
John Beilein (2013)

John Beilein (* 5. Februar 1953) ist ein US-amerikanischer Basketballtrainer.

## Leben
Der aus Burt im US-Bundesstaat New York stammende Beilein spielte von 1971 bis 1975 Basketball am Wheeling College. Er begann seine Trainerlaufbahn an der in seinem Heimatbundesstaat gelegenen Newfane High School, ehe er vier Jahre lang das Traineramt am Erie Community College bekleidete. In der Saison 1983/83 betreute er die Mannschaft des Nazareth College als Trainer, gefolgt von neun Jahren am Le Moyne College, 1992 nahm er seine erste Trainerstelle in der ersten NCAA-Division an, als er ans Canisius College wechselte. 1994 gewann die dortige Hochschulmannschaft unter Beileins Leitung den Meistertitel in der Metro Atlantic Athletic Conference. 1997 verließ er Canisius und trat das Traineramt an der University of Richmond an. In seiner fünfjährigen Amtszeit führte er die Mannschaft in 153 Spielen zu 100 Siegen. Im Spieljahr 2000/01 errang Richmond den Titel in der Colonial Athletic Association und wechselte 2002 an die West Virginia University. Dort gehörte auch der Deutsche Johannes Herber zu seinen Schützlingen. 2007 gewann West Virginia unter Beileins Führung den Titel im Einladungsturnier National Invitation Tournament.
Von 2007 bis 2019 übte Beileins das Traineramt an der University of Michigan aus. 2013 und 2018 führte er die Mannschaft zur NCAA-Vizemeisterschaft. 2017 und 2018 gewann man den Titel in der Big Ten. Im Laufe seiner Zeit an der University of Michigan zählten auch Nik Stauskas, Tim Hardaway, Jr. sowie der Deutsche Moritz Wagner zu seinen Spielern. Er blieb in Michigan bis zum Ende der Saison 2018/19 im Amt.
Bei den Weltstudentenspielen 2013 gehörte Beilein als Co-Trainer zum Stab der Auswahl der Vereinigten Staaten.
Mitte Mai 2019 wurde Beilein als neuer Cheftrainer der NBA-Mannschaft Cleveland Cavaliers vorgestellt. Er unterschrieb einen Vertrag über mehrere Jahre. Am 19. Februar 2020 trat er von seinem Amt zurück, unter seiner Leitung gewann Cleveland 14 Spiele und verlor 40. Im Juni 2021 wurde von den Detroit Pistons als Berater für Spielerentwicklung eingestellt.